# Saravanampatti
Saravanampatti là một thị xã panchayat của quận Coimbatore thuộc bang Tamil Nadu, Ấn Độ.

## Nhân khẩu
Theo điều tra dân số năm 2001 của Ấn Độ, Saravanampatti có dân số 17.643 người. Phái nam chiếm 52% tổng số dân và phái nữ chiếm 48%. Saravanampatti có tỷ lệ 78% biết đọc biết viết, cao hơn tỷ lệ trung bình toàn quốc là 59,5%: tỷ lệ cho phái nam là 83%, và tỷ lệ cho phái nữ là 72%. Tại Saravanampatti, 10% dân số nhỏ hơn 6 tuổi.